# St. Antonius (Frasselt)

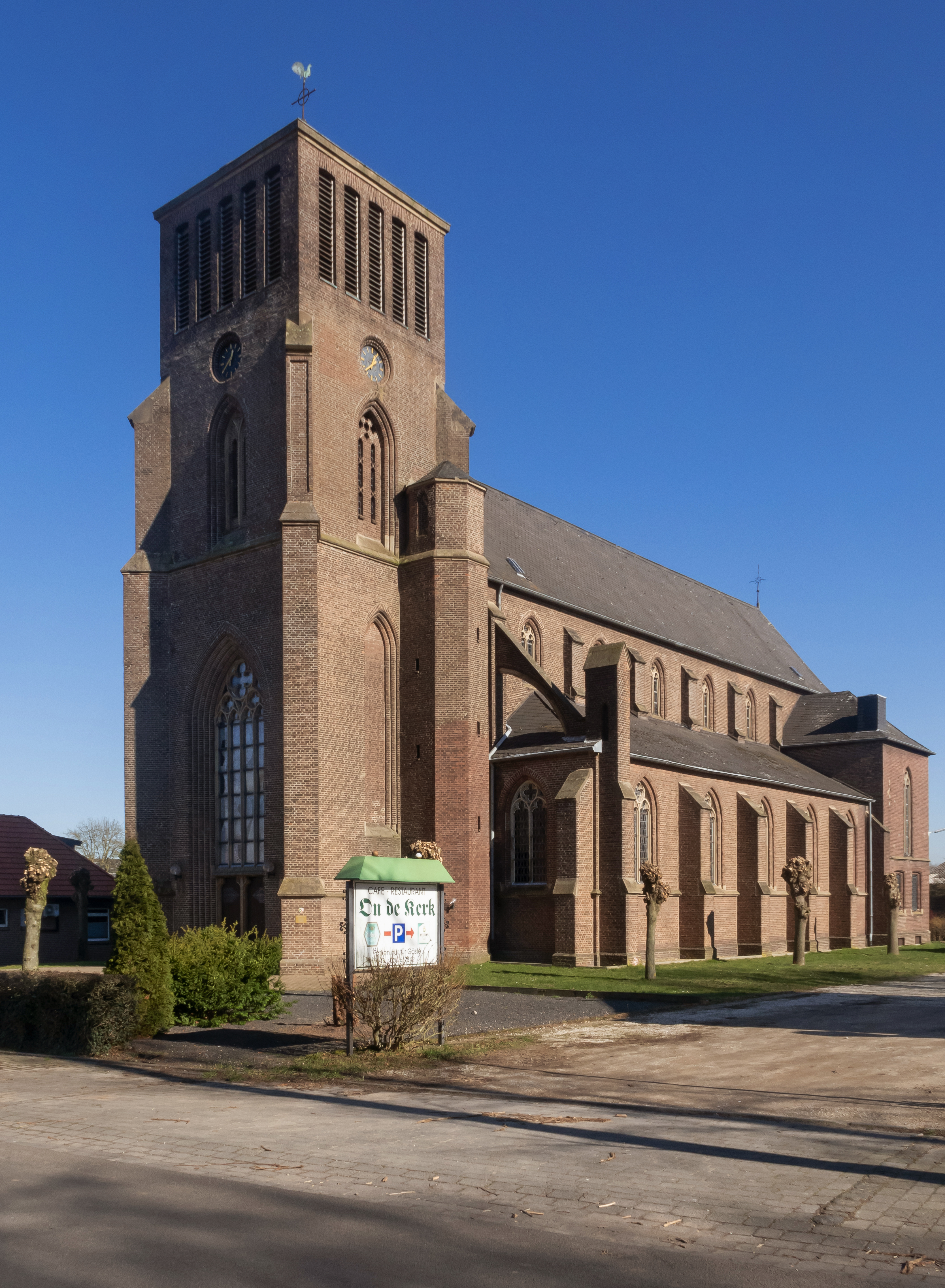
Kirche St. Antonius

St. Antonius ist die römisch-katholische Pfarrkirche von Frasselt, einem Ortsteil der Gemeinde Kranenburg im Kreis Kleve.

## Geschichte
Um 1566 findet sich die erstmalige Erwähnung einer Kapelle mit dem Patrozinium St. Antonius in Frasselt. 1806 erfolgte ein Kirchenneubau als Filialkirche von St. Peter und Paul in Kranenburg und 1834 die Erhebung zu einer eigenständigen Pfarrei. Unter dem hier seit 1858 wirkenden Pfarrer Franz-Josef Verhaag wurde ab 1860 nach Plänen des Architekten Franz Pelzer aus Kleve die heutige neugotische Pfarrkirche errichtet und am 23. Oktober 1862 durch den Münsteraner Bischof Johann Georg Müller geweiht.
Nachdem der Turmhelm in den Kampfhandlungen des Zweiten Weltkriegs bereits beschädigt worden war, wurde das Oktogongeschoss am 10. Dezember 1944 aus militärischen Erwägungen gesprengt. Nach der alliierten Besetzung des Ortes wurde das südliche Seitenschiff der Kirche zur Materialgewinnung für die Straßenbefestigung abgerissen. Bei Beseitigung der Kriegsschäden wurde der Turm 1950 anstelle des Oktogons mit einem einfachen Glockengeschoss abgeschlossen.

## Architektur
Die Fraselter Antoniuskirche wurde in Anlehnung an die niederrheinische Baukunst des späten Mittelalters als eine dreischiffige Basilika aus Backstein mit einem eingezogenen, in fünf Seiten des Achtecks schließenden Chor errichtet, ihr Inneres ist kreuzrippengewölbt. Der das Ortsbild dominierende blockhafte Westturm mit seinem hohen Fensterportal entbehrt heute seines oberen Ausbaus mit schlankem Oktogongeschoss und Steilhelm.

## Ausstattung
Trotz teilweiser Kriegszerstörung hat die Fraselter Pfarrkirche mit Kanzel und Marienaltar einen Teil ihrer historistischen Ausstattung bewahrt. Die sich auf den Stirnseiten der Nebenschiffe fortsetzende ornamentale Wandbemalung des Chores von Friedrich Stummel aus Kevelaer wurde um 1980 weitgehend freigelegt und restauriert.

## Orgel
1906 hatte die Antoniuskirche eine Orgel der Orgelbaufirma Bernhard Tibus in Rheinberg erhalten. Diese wurde 1994 durch ein Instrument der Orgelbaufirma Franz Breil in Dorsten im bestehenden Prospekt ersetzt, mit 17 Registern auf zwei Manualen und Pedal. Die Disposition lautet:
| I Hauptwerk C–g3 |                  |       |
| 1.               | Prinzipal        | 8′    |
| 2.               | Rohrflöte        | 8′    |
| 3.               | Octave           | 4′    |
| 4.               | Gemshorn         | 2′    |
| 6.               | Sesquialter I–II |       |
| 7.               | Mixtur II–III    | 1 ⁄3′ |
| 8.               | Trompete         | 8′    |

| II Manual C–g3 |              |       |
| 09.            | Bourdon      | 8′    |
| 10.            | Salicional   | 8′    |
| 11.            | Traversflöte | 4′    |
| 12.            | Prinzipal    | 2′    |
| 13.            | Quinte       | 1 ⁄3′ |
| 14.            | Krummhorn    | 8′    |
|                | Tremulant    |       |

| Pedal C–f1 |           |          |
| 17.        | Subbass   | 16′      |
| 18.        | Octave    | 08′      |
| 19.        | Choralbaß | 04′ + 2′ |
| 17.        | Fagott    | 16′      |
|            | Tremulant |          |

- Koppeln: II/I, I/P, II/P